# Лаппо-Данилевський Олександр Сергійович
Олександр Сергійович Лаппо-Данилевський  (рос. Александр Сергеевич Лаппо-Данилевский; 15 (27) січня 1863 — 7 лютого 1919) — російський історик українського походження,  археограф та соціолог. Ординарний академік Петербурзької АН (1905). Член Міжнародного соціологічного інституту, Міжнародної асоціації академій (1913). Почесний доктор права Кембриджського університету (1916). Координатор діяльності низки губернських учених архівних комісій.

## Біографія
Народився в маєтку Удачне при с. Мало-Софіївка (нині село Малософіївка Криничанського району Дніпропетровської області) в дворянській родині українського походження. Лапи-Данилевські - козацький шляхетський рід. Дитинство хлопчика минало на мальовничих берегах річки Базавлук. Батько і дядьки захоплювалися розведенням коней, їхні заводи належали до провідних в Російській імперії. Батько дослужився до дійсного статського радника, був таврійським віце-губернатором (у Сімферополі). Материнський рід Чуйкевичів - теж козацького походження. Чуйкевичі, як і Лаппо-Данилевські, обирался гласними верхньдніпровського повітового земства. Батько майбутнього академіка обирався верхньодніпровським повітовим маршалком дворянства.
Олександр закінчив Сімферопольську гімназію із золотою медаллю (1882), Петербурзький університет (1886). Захистив магістерську дисертацію на тему: «Організація прямого оподаткування в Московській державі від часів Смути до епохи перетворень» (1890), відзначену Уваровською премією Петербурзької Академії наук. Від 1890 — приват-доцент Петербурзького університету. Від 1887 й до кінця життя читав курси лекцій і проводив семінари з російської історії, історіографії, методології історії та дипломатики в Петербурзькому ун-ті. Викладав в Історико-філологіному ін-ті, приватній гімназії Л.Таганцевої та Тенишевському реальному уч-щі (заснованому В.Тенишевим) у Санкт-Петербурзі. Створив наукову школу з джерелознавства (С.Валк, Б.Греков, О.Пресняков, Б.Романов та ін.). Один із засновників Соціологічного т-ва ім. М.Ковалевського (1916). Учасник Третього (Берлін, 1908) та Четвертого (Лондон, 1913) міжнародного конгресів істориків. Заснував і очолював комісію «Російська наука» Петроградської (від 1917 — Російської) Академії наук (1915–19). За дорученням Російської АН був головою Виконавчого комітету з організації міжнародного конгресу істориків у Петрограді (нині м. С.-Петербург) у 1918, який, однак, не відбувся через воєнні та революційні події.
Виступав за реформування рос. суспільства за зразками західноєвропейського лібералізму. 1905 разом з О.Шахматовим склав записку «Про свободу друку», яка була підтримана загальними зборами Петербурзької Академії наук. 1906 обраний членом Державної ради Росії від Петербурзької АН та університетів. Однак склав свої повноваження після розпуску 1-ї Державної думи (див. Державна дума Російської імперії). Після Лютневої революції 1917 брав участь в Особливій нараді з підготовки закону про вибори до Установчих зборів.

## Наукові погляди і світогляд
На формування наукових поглядів і світогляду Л.-Д. мали істотний вплив ідеї О.Конта та Дж.-С.Мілля. На початку 20 ст. він став прибічником теорії пізнання неокантіанської баденської школи (див. також Неокантіанство в історичній науці) і критикував контівський позитивізм (див. також Позитивізм в історичній науці) за відсутність в ньому розуміння особливостей пізнання історичного. Вважав, що наук. реконструкція історії має здійснюватися на засадах принципу еволюціоністської цілісності, а істор. дійсність має бути осмислена як сукупність явищ, які випливають із психічних чинників, зокрема, із впливу певної індивідуальності на сусп. середовище. В рамках істор. методології протиставляв поняття «закономірність» і «цінність», останнє з цих понять тлумачив як критерій добору істор. фактів. Трактував істор. факт як вплив свідомості певної індивідуальності на сусп. середовище. Висунув оригінальну концепцію історії рос. к-ри, яка спиралася на ідею виявлення і висвітлення об'єднаних, уніфікованих принципів мислення, що характеризують ту чи іншу нац. к-ру як підсистему світового цілого. Обстоював думку, що культ. традиція створюється не вихованням та обставинами, а виникає з сукупності різних фрагментів культ. дійсності. Заразом намагався простежувати роль західноукр. впливів у рос. к-рі. Створив власну теорію джерелознавства, зокрема, розглядав джерело історичне як реалізований продукт людської психіки. Запропонував методологію історії, побудовану на засадах феноменології к-ри. Виділяв у ній два рівні — методологію джерелознавства та методологію історичної побудови. Один із перших у Росії порушив питання про місце історіографії в дисциплінарній структурі істор. науки, зокрема про неформальну інституціоналізацію істор. науки — школи та напрями. Автор праць із рос. соціально-екон. історії 17–18 ст., історії селянства, дипломатії, проблем рос. археографії, а також студій, присвячених скіф. старожитностям (див. Скіфи) та печаткам галицько-волин. князів. Наукова спадщина й погляди Л.-Д. справили неабиякий вплив на рос. істор. науку та соціогуманітаристику 1-ї третини 20 ст., зокрема на творчість О.Андрєєва, В.Вернадського, Г.Вернадського, С.Валка, І.Гревса, М.Кондратьєва, С.Ольденбурга, [ Ф.Ольденбурга, О.Преснякова, Т.Райнова, П.Сорокіна та ін.
Помер у м. Петроград.

## Праці
- Лаппо-Данилевский, А. Печати последних галичско-владимирских князей и их советников / / Болеслав-Юрий II Тройденович, князь Малой Руси: Сборник материалов и исследований [Архівовано 17 грудня 2017 у Wayback Machine.]. Санкт-Петербург, 1907. С. 211—310.